# Аполлоновка (Днепропетровская область)
Аполло́новка (укр. Аполлонівка) — село,
Солонянский поселковый совет,
Солонянский район,
Днепропетровская область,
Украина.
Код КОАТУУ — 1225055101. Население по переписи 2001 года составляло 1466 человек.

## Географическое положение
Село Аполлоновка расположено на правом берегу реки Мокрая Сура. Перед селом (примерно 500 м), в неё впадает река Тритузная,
выше по течению на расстоянии в 9 км расположено село Вишнёвое,
на левом берегу реки Мокрая Сура, примерно в 1.5 км, расположен посёлок Надиевка и железнодорожная станция Привольное.
На расстоянии в 5 км расположен районный центр пгт Солёное.
Через село проходит автомобильная дорога, соединяющая автотрассы Кривой Рог — Днепр и Запорожье — Днепр Т-0417.

## Экономика
- В селе находится исправительное учреждение среднего уровня безопасности ИК № 21.

## Объекты социальной сферы
- Школа
- Детский сад.
- Фельдшерско-акушерский пункт.

## Достопримечательности
- На месте современного расположения городка служащих ИТК № 21, примерно до 1960 года находились остатки помещичьей усадьбы с фонтаном и аллеей, ведущей к реке Мокрая Сура.
- Аполлоновский палеовулкан - находится к северу от села Аполлоновка. Возраст вулкана составляет примерно 3,2 млрд. лет, и состоит он из метабазальтов. Поскольку Аполлоновский палеовулкан старше Фиолента и Кара-Дага, первичная структура не так хорошо сохранилась, как у крымских каменных свидетелей древности. Но всё же здесь можно разглядеть фрагменты палеовулканичного "амфитеатра", который в то невероятно далекое время генерировал лаву. Опытный глаз геолога может разглядеть жерловину вулкана, а на донной части заметить "поцелуй" двух лавовых потоков.

## Галерея
- Аполлоновский палеовулкан
- Храм Святых Царственных страстотерпцев
- Гимназия
- Свято-Вознесенский храм
- Памятник "Вечная память Героям погибшим за Родину"